# Фитнес-бикини

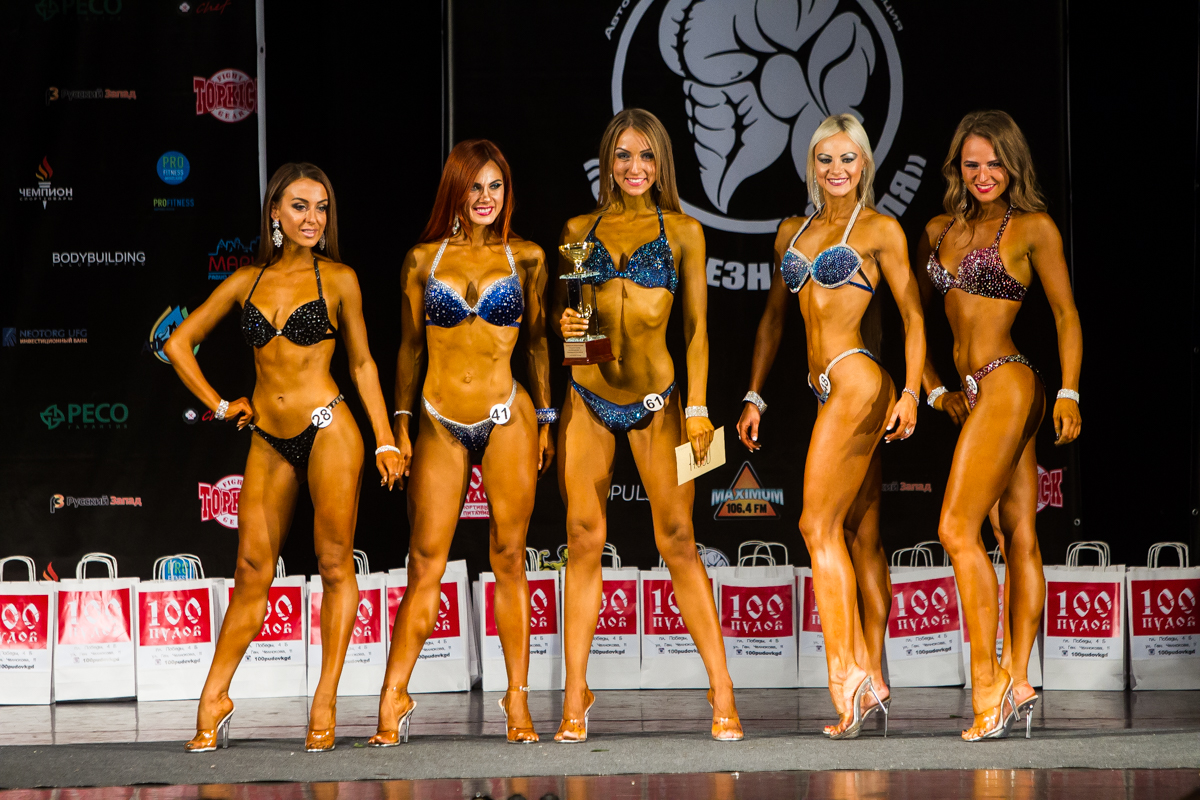
Участницы открытого турнира по бодибилдингу и фитнес-бикини в Калининграде в 2016 году

Фитнес-бикини (официальное наименование IFBB: Women’s Bikini Fitness) — спортивная дисциплина для женщин, развиваемая и популяризируемая Международной Федерацией Бодибилдинга и Фитнеса (International Federation of Bodybuilding & Fitness, «IFBB»), главными соревновательными элементами которой являются презентация и дефиле участниц прекрасной физической формы и модельной внешности в купальниках-бикини.

## История возникновения фитнес-бикини
Фитнес-бикини как отдельная спортивная дисциплина была официально признана Исполнительным советом Международной федерации бодибилдинга и фитнеса в рамках конгресса IFBB 7 ноября 2010 года. Первые соревнования в рамках официально признанной дисциплины прошли уже в 2011 году, хотя в целом схожие по своей форме соревнования под эгидой IFBB проводились и ранее.

## Отличительные особенности фитнес-бикини
Дисциплина фитнес-бикини ориентирована на женщин, которые поддерживают своё тело в хорошей физической форме и придерживаются рациона здорового питания. При оценке участниц принимаются во внимание общая гармоничность линий тела, его сбалансированность и пропорциональность, общее состояние и здоровый внешний вид. Интенсивные тренировки с высокой нагрузкой и развитость мышечной массы не являются необходимыми условиями для участниц, акцент делается на хорошую физическую форму, подтянутость, здоровую и привлекательную внешность, схожую с модельной.
Оценка участниц, облачённых в раздельный купальник-бикини и туфли на высоком каблуке, проводится в два этапа (раунда). В каждом из раундов участницы, выйдя на сцену, делают повороты на четверть оборота, последовательно занимая основные позиции: фронтальную (лицом к судьям), левой стороной к судьям, спиной к судьям, правой стороной к судьям, возврат во фронтальную позицию. В финальном раунде каждая из участниц имеет возможность продемонстрировать своё очарование и красоту тела в движении в рамках индивидуального дефиле.
К участницам соревнований предъявляется ряд требований, относящихся ко внешнему виду: ограничения по типу и стилю купальника-бикини, максимальной толщине подошвы и высоты шпильки туфель на высоких каблуках, использованию украшений и допустимости сценического грима.

## Популярность фитнес-бикини
Рост популярности фитнес-бикини является причиной периодического пересмотра количества категорий участниц в рамках дисциплины. Если в базовой редакции правил 2011 года предусматривается лишь 2 категории (до 163 см включительно и выше 163 см) в одной номинации, то редакция правил 2017 года описывает 13 категорий в 3 номинациях (общая, юниорки — от 16 до 23 лет, мастера — от 35 лет).
Фитнес-бикини имеет особую популярность в России: в Топ-10 рейтинга IFBB «2017 Elite Ranking Bikini Fitness» (по состоянию на июль 2017) входят 5 российских бикинисток, а в Топ-100 входят 17 российских спортсменок.